# Střešovická (Praha)
Střešovická je ulice v Praze 6, ve čtvrti Střešovice, páteřní komunikace vedoucí východo-západním směrem od křižovatky s Patočkovou ulicí do vrchu až po navazující ulici Na Petřinách, odtud ulice pokračuje k Chládkovu zahradnictví, kde v pravém úhlu zatáčí na jih a končí křižovatkou s ulicemi Pod novým lesem a Nový lesík. Do ulice příčně ústí několik ulic: ze severu od Ořechovky to jsou Slunná, U laboratoře, Východní, Špálova, Lomená, Západní, Pod vyhlídkou, V průhledu a Za průsekem, v zakřivené spojce se napojuje zmíněný Nový Lesík a Pod novým lesem. Z jižní strany to jsou Nad octárnou, Sibeliova, Na Hubálce, schody od Müllerovy vily, schody od zvoničky a dvě bezejmenné diagonální cestičky ve svahu od paralelní ulice Nad hradním vodojemem.

## Historie a název
Ulice v ose dosavadní silnice, vedoucí z Hradčan do Horní Liboce, byla nazvána roku 1925 a název platí dosud. Její západní úsek byl přejmenován na ulici Na Petřinách roku 1958 v souvislosti s výstavbou sídliště Petřiny. Parcelace pro obytné domy po stranách ulice byla vytvořena po připojení vesnice Střešovice k Velké Praze. Zástavba rodinnými domy se zahradami narůstala podél ulice postupně během 20. let a 30. let 20. století, do začátku 2. světové války byla dokončena její koncepce zahradního města shodně se sousední kolonií Ořechovka. Dva architektonicky nepatřičné panelové domy byly přistavěny v 70. letech v podobě věžového objektu na nároží ulic Střešovická a Nový Lesík a budovy někdejšího Obvodního podniku bytového hospodářství (na západním konci ulice), tato budova byla roku 2019 zbořena, aby uvolnila stavební plochu pro novostavbu dvojbloku domů mezi ulicemi Střešovickou a Na Dračkách. Na místě někdejší parcely sester Anny a Herberty Masarykových (ve vidlici východního konce Střešovické ulice s ulicí Patočkovou), konfiskované státem roku 1948, a užívané dále Českým svazem zahrádkářů, bylo vykáceno na 40 stromů a v letech 2015-2018 postaveno šest pětipodlažních domů s podzemními garážemi, nazvaných residence Royal Triangle. 

## Doprava
Ulicí prochází tramvajová trať se zastávkami Sibeliova, Ořechovka a Baterie (přejmenována asi roku 1990 z původního přesnějšího názvu Pod bateriemi), v dolní části ulice vedou trati dvou linek místních autobusů.

## Významné objekty
- Hypšmanova vila, Střešovická 2 - vlastní vila architekta Bohumila Hypšmana a jeho rodiny, pozdější majitel prof. Ing. arch. Milan Pavlík (architekt)
- tenisové kurty a nafukovací hala TJ Tatran Střešovice
- čp. 687/36 Vila Ferdinanda Hrejsy, arch. Bohumír Kozák
- Vila malíře Miloslava Holého, Střešovická 54
- Pákistánské vyslanectví, Střešovická 56
- Kočvarova vila čp. 858, Střešovická 64 - v letech 1935-1939 ji dal postavit politik Štefan Kočvara; poslední bydliště spisovatele Zdeňka Urbánka, pamětní deska na fasádě
- Vila čp. 906, Střešovická 66, Na Průseku 5 (1935-36)
- Chládkovo zahradnictví[4]
- Dětské hřiště - plastiku/stélu s funkcí lezecké stěny vytvořil akademický sochař Jiří Plieštik.

## Galerie

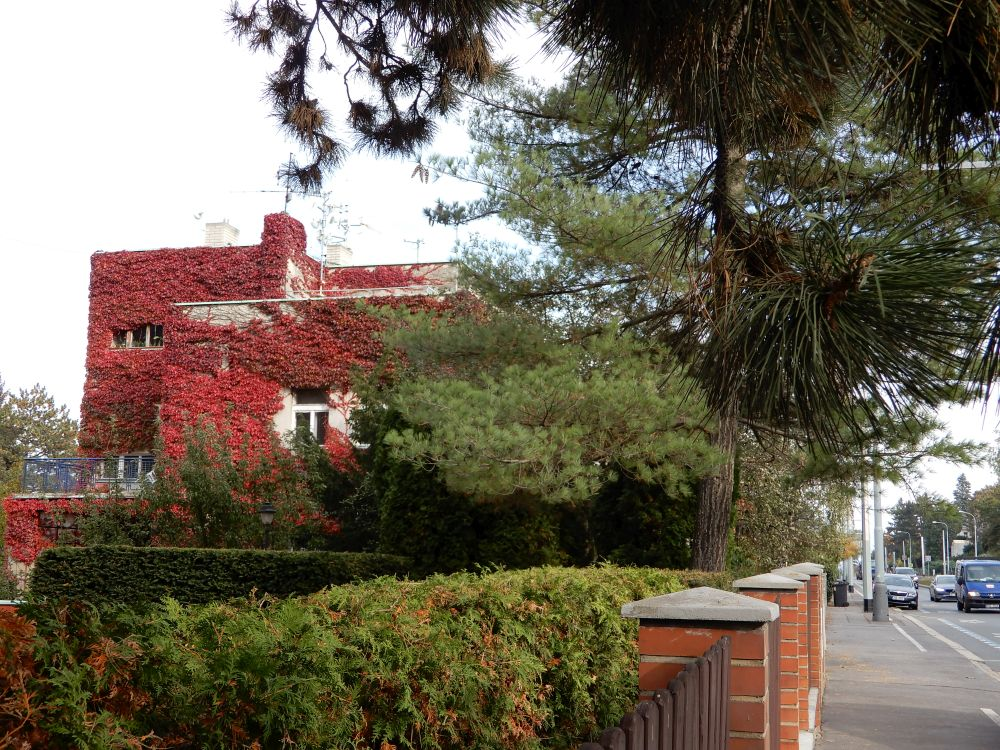
Střešovická ulice na podzim
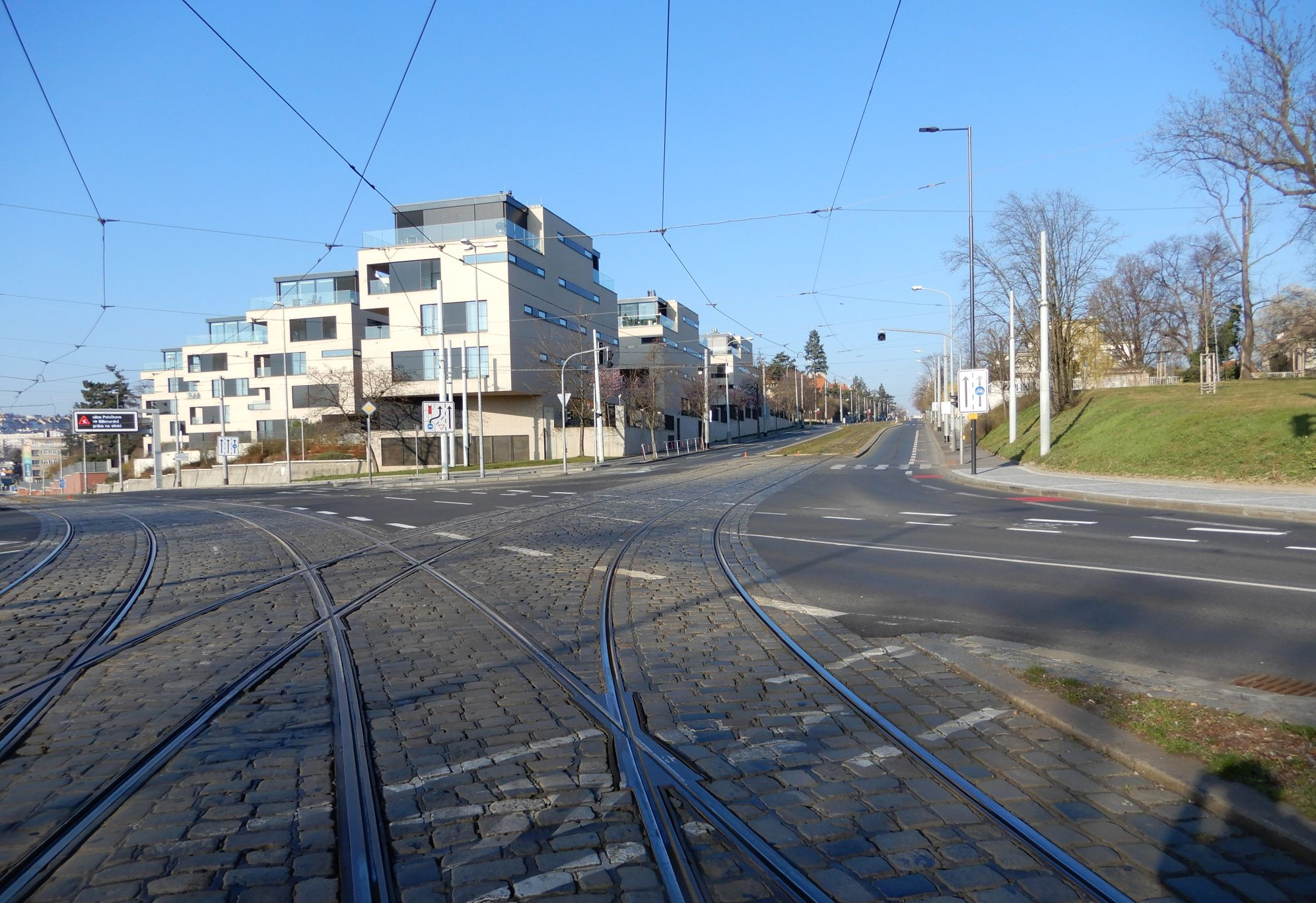
Křižovatka Patočkovy ulice se Střešovickou
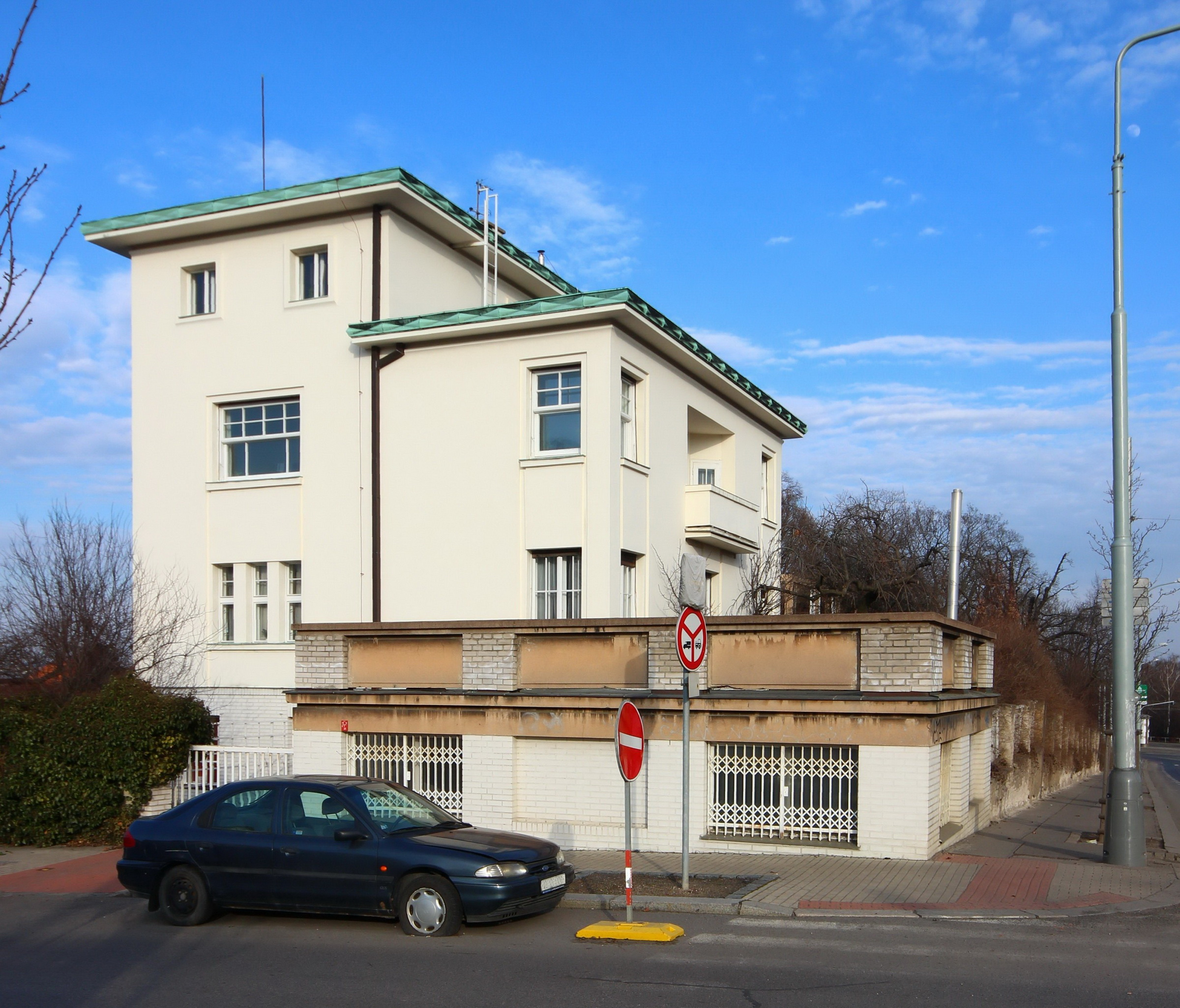
Hypšmanova vila
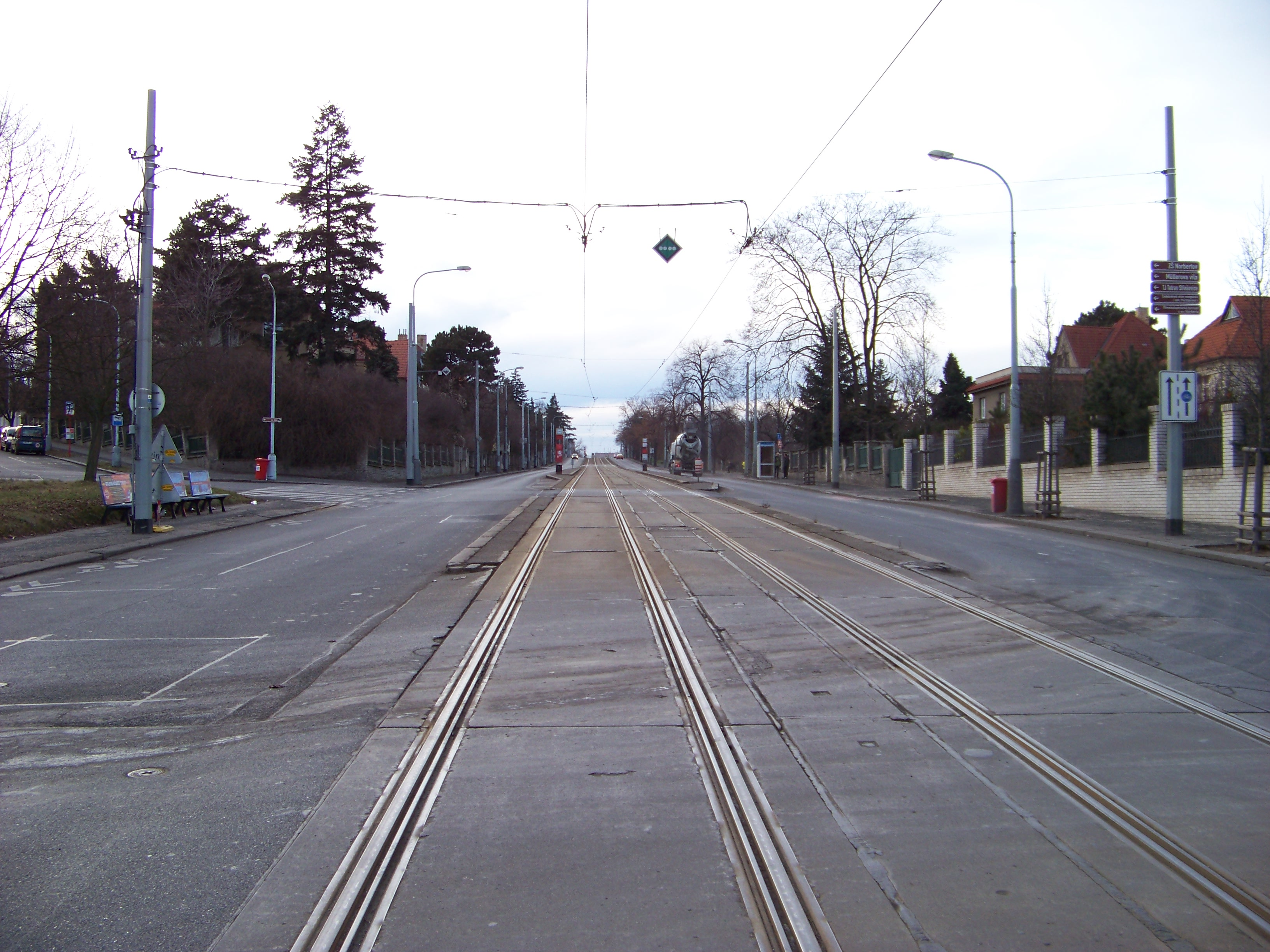
Střešovická, zastávka Sibeliova
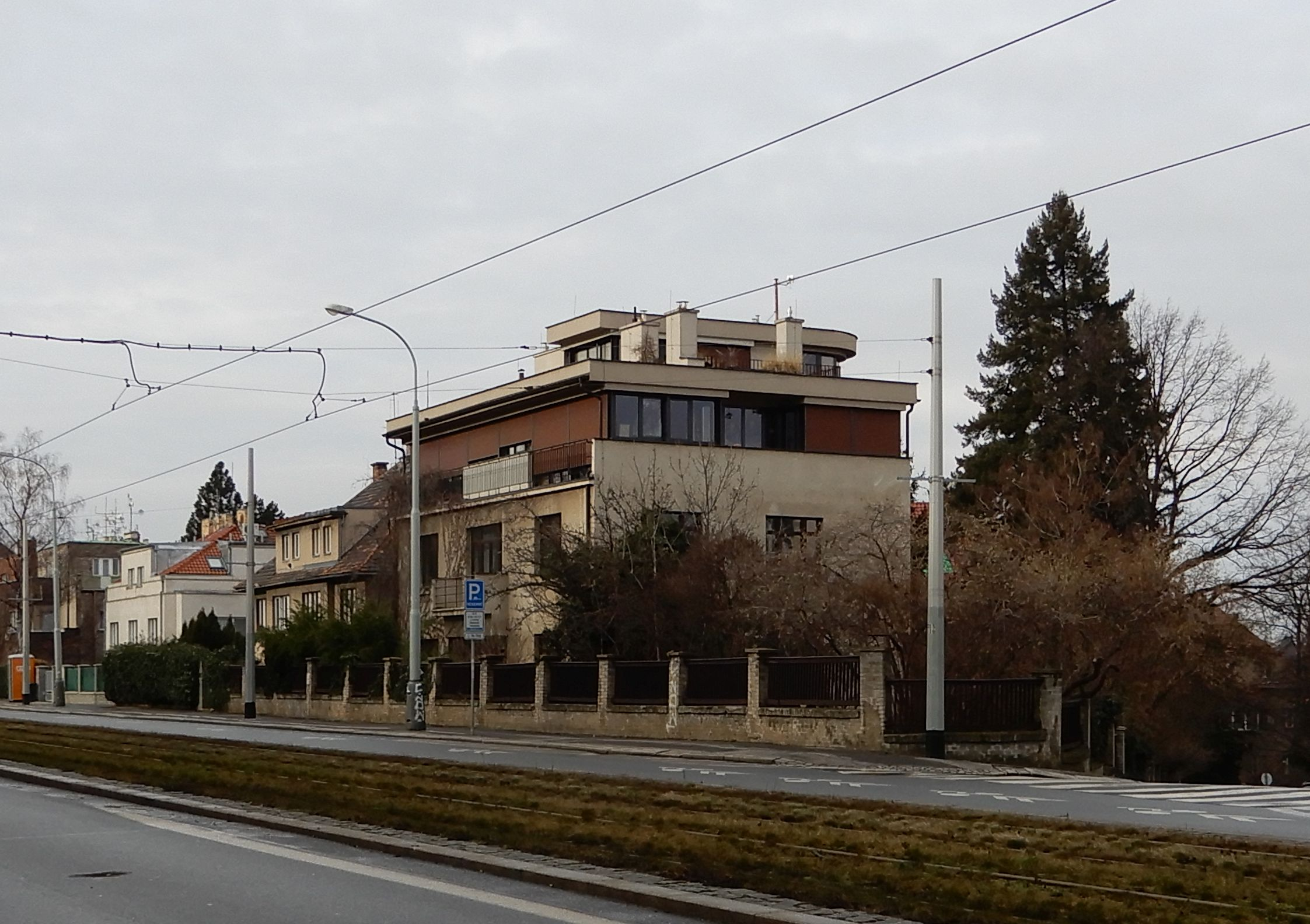
Hrejsova vila od JV
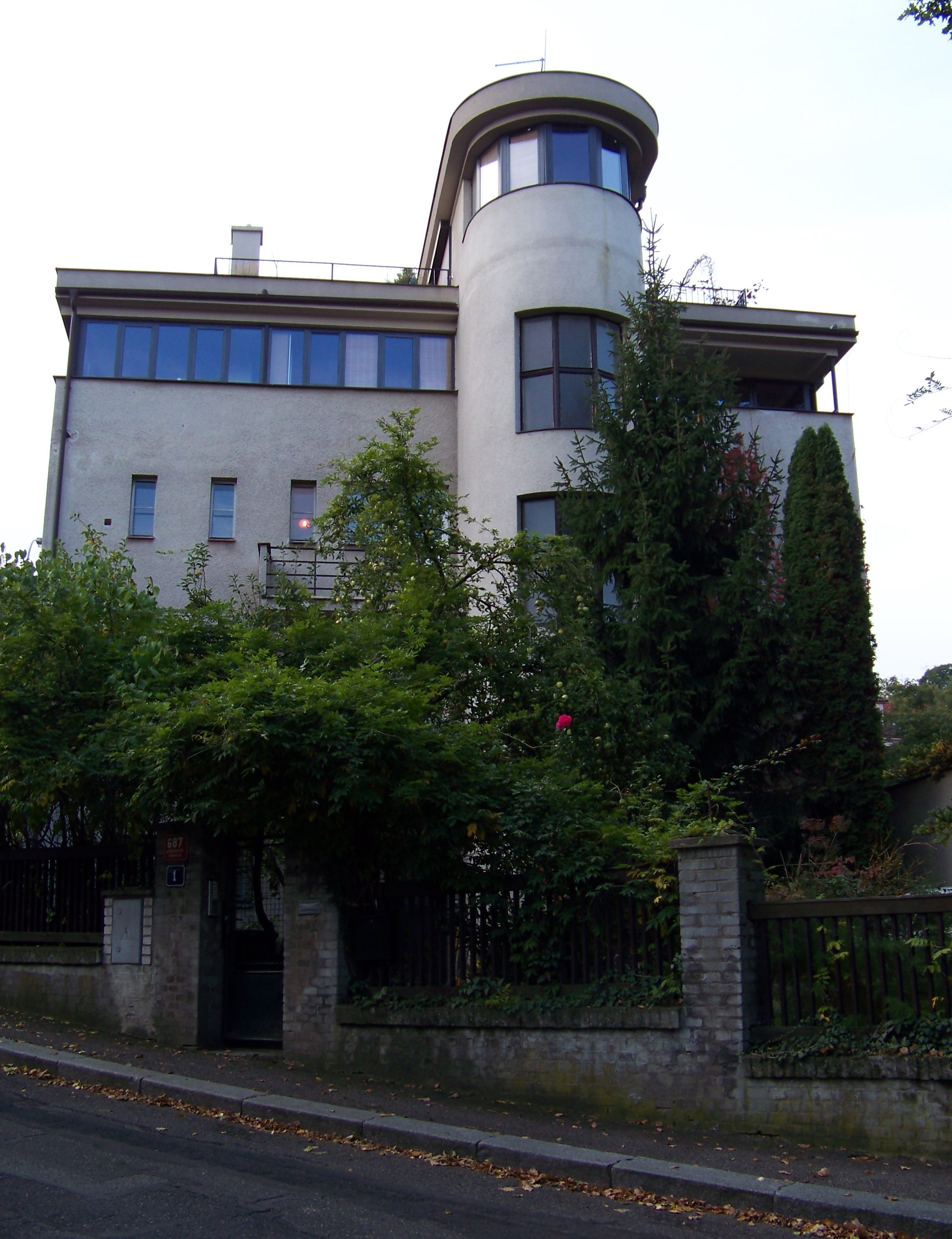
Hrejsova vila od V
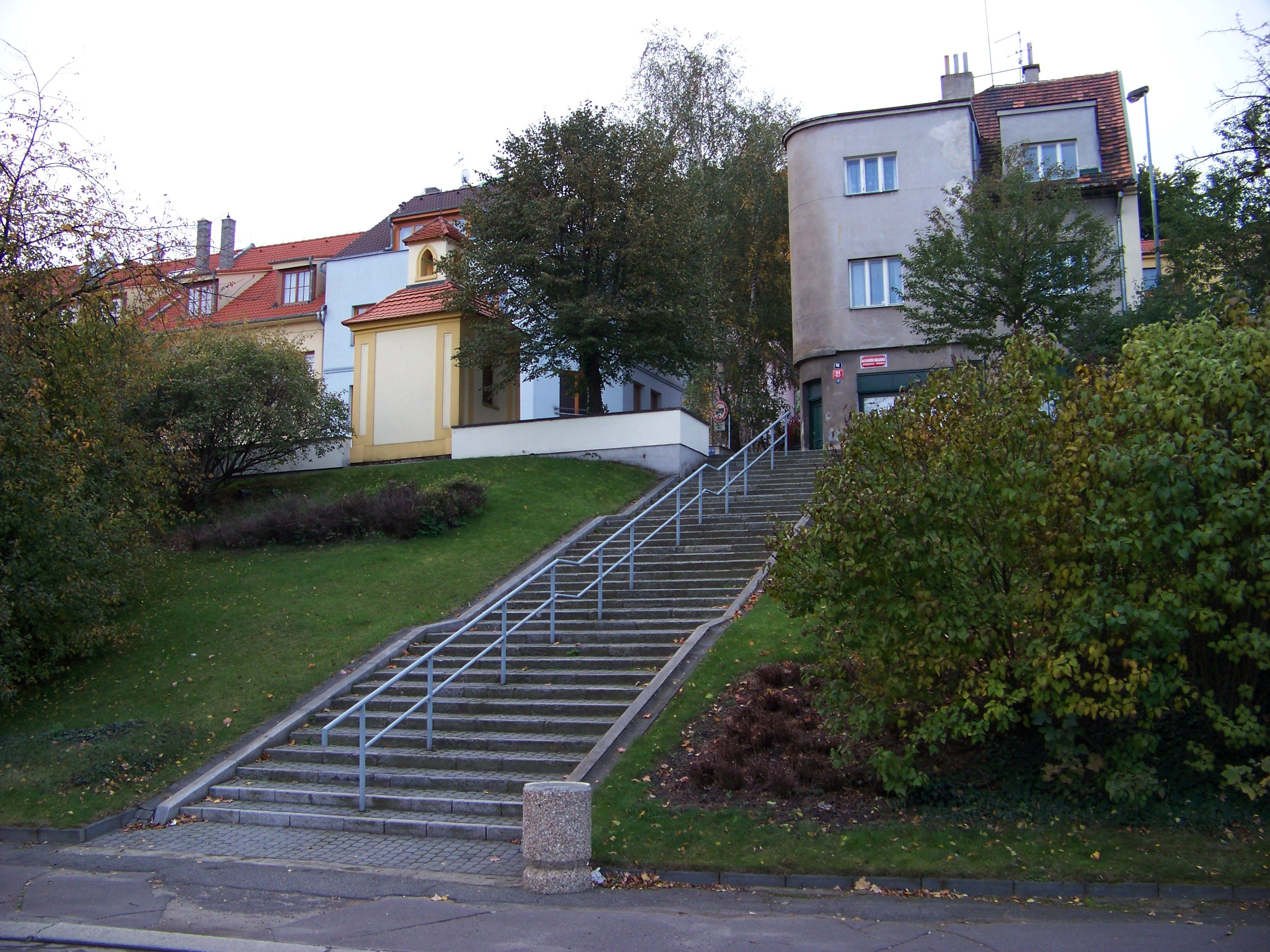
Schodiště ke zvoničce
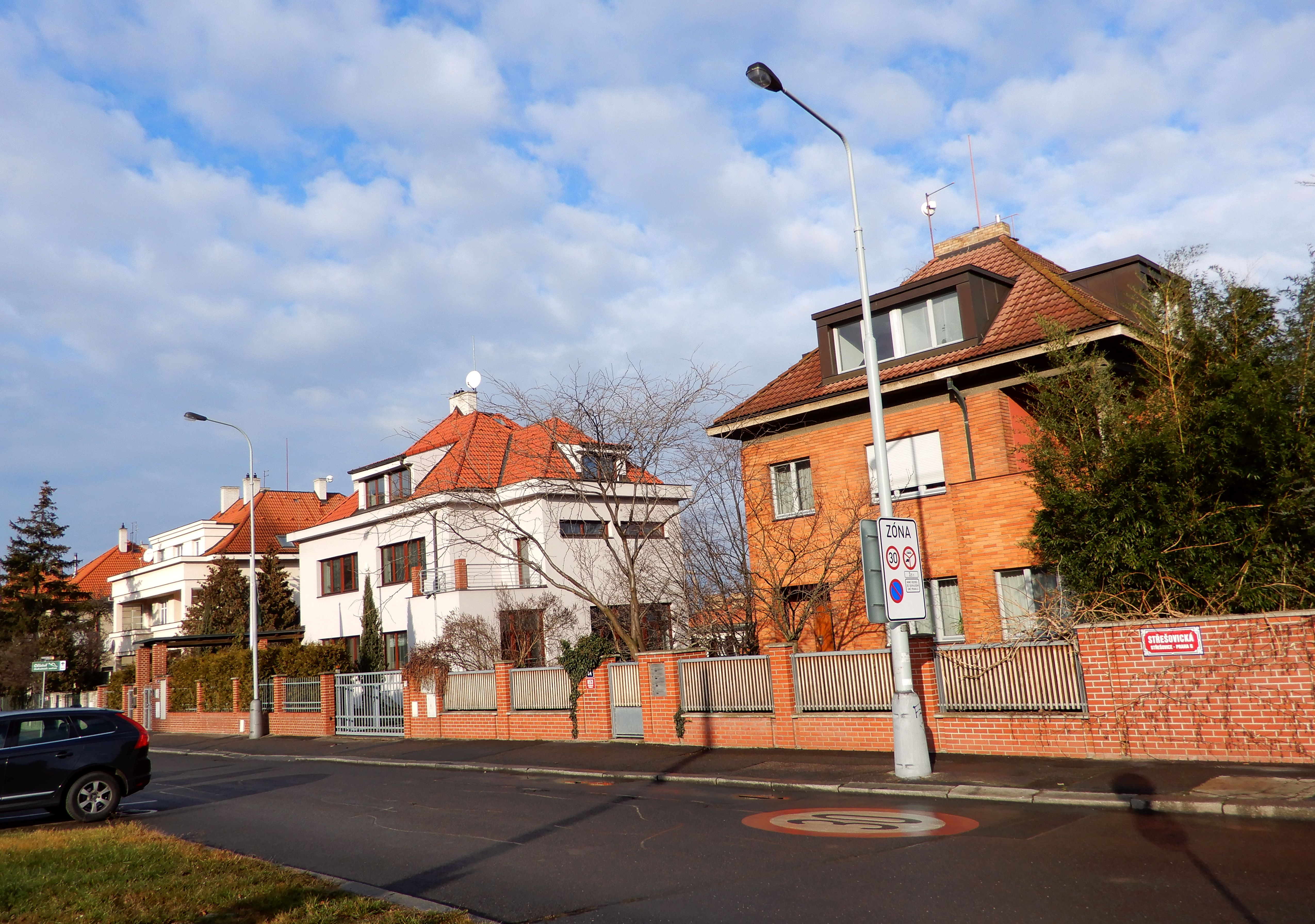
Pákistánské vyslanectví a Holého vila
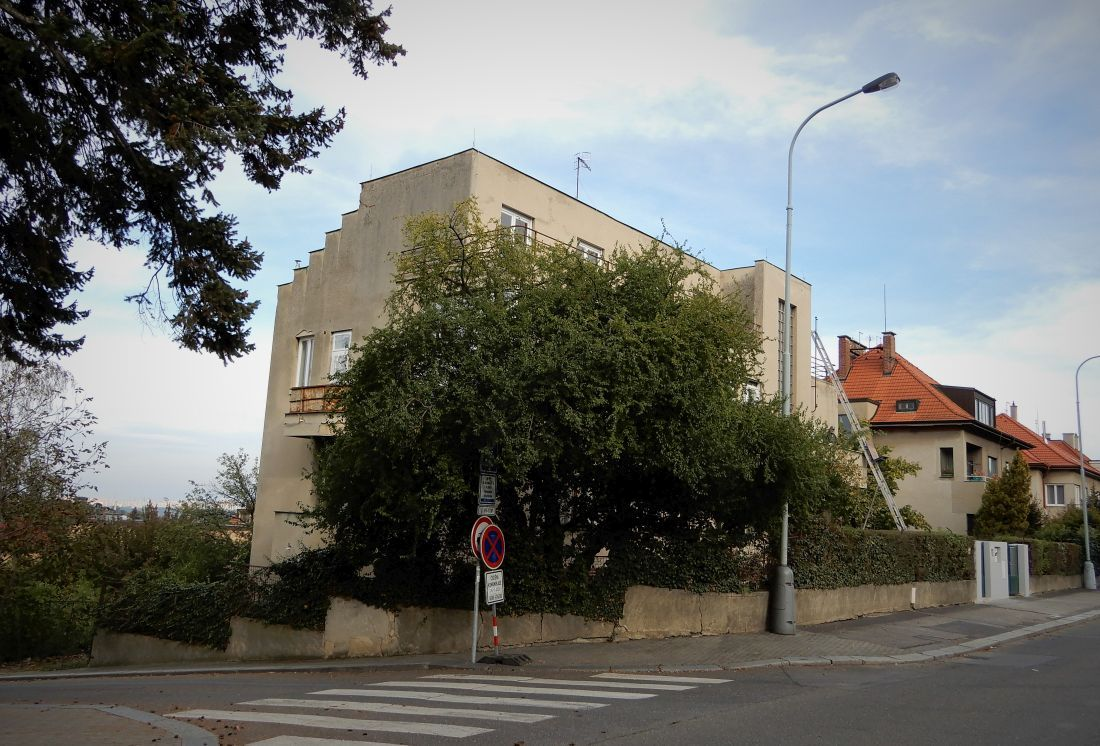
Kočvarova vila čp. 858 od západu
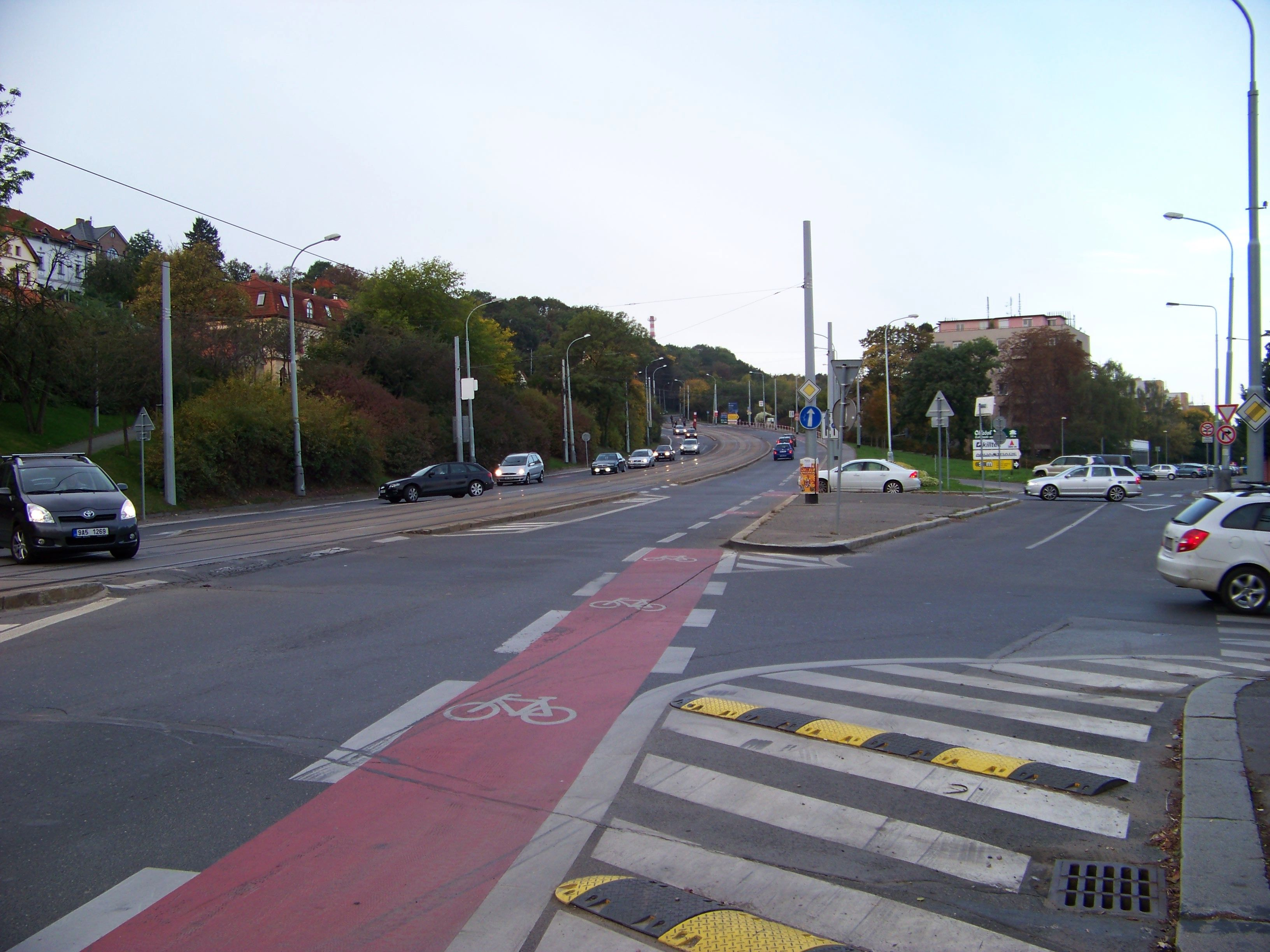
Vidlice ulic Na Petřinách a Střešovická